# 广北县
广北县，是广东省广州市已取消的一个县。
1958年12月，广州市郊区的人和、太和、竹料、钟落潭等4个公社与花县合并设立广北县，隶属广州地区。1959年3月，撤销广北县，花县划回佛山地区，人和、太和、竹料、钟落潭划回广州市郊区。1960年4月，花县改属广州市委。